# Good Charlotte
I Good Charlotte sono un gruppo musicale pop punk statunitense formato nel 1996 dai gemelli Benji Madden (chitarra) e Joel Madden (voce), provenienti dal Maryland. Il nome deriva dal titolo di un libro per bambini: Good Charlotte: The Girls of Good Day Orphanage di Carol Beach York.

## Storia del gruppo

### Gli esordi e i primi lavori (1996-2004)
La loro prima formazione comprendeva solo i gemelli Joel e Benji Madden che in seguito coinvolsero alcuni compagni di scuola: il bassista Paul Thomas, il batterista Aaron Escolopio e successivamente anche il chitarrista Billy Martin. Dopo alcuni anni è subentrato Chris Wilson (che ha sostituito Aaron Escolopio), ora sostituito, dopo essersi allontanato per problemi di salute, da Dean Butterworth. I Good Charlotte sono nati traendo ispirazione dai Beastie Boys, ma seguono anche lo stile di gruppi come The Clash, Green Day e blink-182.
Alcune canzoni vengono dedicate proprio al loro periodo scolastico, così duro per chi si ribella alle regole. 
Questo giovanile malessere viene raccontato in molti loro brani come The Little Things, tratto dal loro primo album, che dice:
Il loro primo album, Good Charlotte, ha introdotto la band nel mondo del punk melodico. Il secondo album, The Young and the Hopeless, è stato un vero e proprio successo pubblicato nel tardo autunno negli Stati Uniti (2003), dove ha riscosso numerosi consensi con le canzoni The Anthem, Girls & Boys e Lifestyles of the Rich and Famous.

### Il successo e la pausa (2005-2011)
Il loro terzo album, The Chronicles of Life and Death, contiene i successi della stagione 2005 I Just Wanna Live e We Believe.
Il loro nuovo lavoro, Good Morning Revival, contiene canzoni come Victims of Love o Misery, che parlano (anche indirettamente) della vita dei componenti del gruppo. I primi singoli estratti dall'album sono stati The River, in collaborazione con M. Shadows e Synyster Gates, e Keep Your Hands off My Girl.
Nel 2008 è uscito The Greatest Remixes, un album contenente alcuni remix dei più grandi successi del gruppo realizzati da vari artisti. Nell'album sono incluse anche una reinterpretazione della canzone Dance Floor Anthem, realizzata dai Metro Station, e il brano punk rap Fight Song, inciso con la collaborazione del rapper The Game.
Il quinto album dei Good Charlotte, Cardiology, è stato pubblicato il 2 novembre 2010.

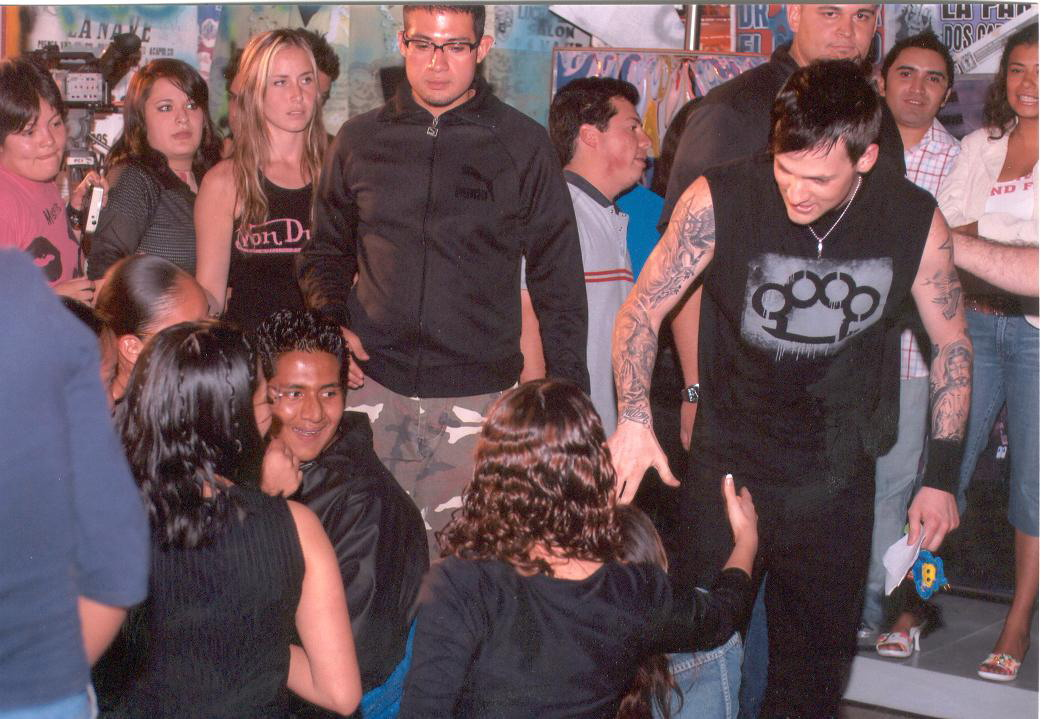
Joel Madden incontra alcuni fan

Descrivendo il nuovo sound a MTV News, Joel Madden disse che lui e la sua band sono stati molto influenzati dai blink-182, ma successivamente scrisse sul sito ufficiale che il genere dell'album sarebbe stato pop punk. Nella stessa intervista Joel dichiarò che quest'album è completamente diverso dai primi tre, e si avvicinà alle sonorità di Good Morning Revival. A novembre, Chamillionaire annunciò che i Good Charlotte parteciperanno al suo terzo album di studio.
Nel 2008 partecipano alla serie TV iCarly, comparendo nell'episodio 2x07 (Carly va in Giappone parte 3).
Nell'articolo del 3 dicembre 2008 di Kerrang! i Good Charlotte annunciano che il loro quinto album sarà pubblicato nel 2009 e sarà intitolato Cardiology. Successivamente, la data viene posticipata dall'ottobre 2009 al novembre 2010. A proposito di questo, Benji Madden ha dichiarato: "[...] mi sono recato in studio per ascoltare il risultato del nostro lavoro e sono rimasto basito. Non era questo che avevo pensato per il nuovo disco dei Good Charlotte, adoro i testi e le musiche ma mi son accorto che in alcuni punti non si amalgamano bene, non suonano come desideravo. Dopo lo smarrimento iniziale ho deciso di cestinare 'Cardiology' e ricominciare da capo."
Nel 2011 hanno annunciato che si sarebbero presi una pausa a tempo indefinito.

### Il ritorno (2015-presente)
Nell'autunno 2015 il gruppo ha ripreso a registrare nuove canzoni e ad esibirsi dal vivo.
Il 15 luglio 2016 è uscito il sesto album Youth Authority.
Nel 2018 i singoli Actual Pain e Prayers anticipano il settimo album Generation Rx.
L'8 agosto 2025 è uscito l'ottavo album Motel Du Cap.

## Attivismo
Billy Martin è vegetariano e ha vinto il premio "vegetariano dell'anno" promosso dalla PETA nel 2012. In passato la band ha supportato attivamente le campagne per i diritti degli animali organizzate dalla PETA. I membri del gruppo hanno registrato una versione di Lifestyles of the Rich and Famous per il CD Liberation dell'associazione e sono apparsi al venticinquesimo "Anniversary Gala and Humanitarian Awards Show". 
I membri del gruppo hanno inoltre protestato contro il trattamento dei polli da parte di KFC. Nel 2012 e nel 2013 i membri della band hanno promosso fortemente Kentucky Fried Chicken in una serie di pubblicità sulla televisione australiana, ricevendo accuse di ipocrisia.

## Stile musicale e influenze
I Good Charlotte sono considerati da molti critici musicali un gruppo tipicamente pop punk. Alla loro musica sono state conferite anche etichette come rock alternativo, emo, punk rock, pop rock, skate punk ed emo pop. Secondo l'autore Bruce Britt, i Good Charlotte uniscono "rabbia skate punk, melodie pop e appariscenza goth degli anni ottanta. Secondo Robert Benjamin, il cantante Benji Madden ha dichiarato che la sua formazione "voleva essere una via di mezzo tra Backstreet Boys e Minor Threat". Benji era un fan del gruppo punk Social Distortion, mentre il fratello Joel prediligeva gruppi come The Smiths e The Cure. I Good Charlotte citano come propri ispiratori Beastie Boys, Minor Threat, The Clash, Sex Pistols, Rancid e Green Day.

## Formazione

### Formazione attuale
- Joel Madden – voce (1996-presente)
- Benji Madden – chitarra solista, voce secondaria (1996-presente)
- Billy Martin – chitarra ritmica, tastiera (1998-presente)
- Paul Thomas – basso, cori (1996-presente)
- Dean Butterworth – batteria (2006-presente)

### Ex componenti
- Aaron Escolopio – batteria (1996-2001)
- Chris Wilson – batteria (2002-2005)

## Discografia

### Album in studio
- 2000 – Good Charlotte
- 2002 – The Young and the Hopeless
- 2004 – The Chronicles of Life and Death
- 2007 – Good Morning Revival
- 2010 – Cardiology
- 2016 – Youth Authority
- 2018 – Generation Rx
- 2025 – Motel Du Cap

### Album dal vivo
- 2004 – Bootlegs

### Raccolte
- 2007 – Good Charlotte Box
- 2008 – Greatest Remixes
- 2010 – Greatest Hits

## Premi e riconoscimenti
Kerrang! Awards
| Anno | Candidatura                       | Premio                        | Risultato       |
| ---- | --------------------------------- | ----------------------------- | --------------- |
| 2003 | Lifestyles of the Rich and Famous | Miglior singolo               | Vincitore/trice |
| 2003 | Good Charlotte                    | Miglior gruppo internazionale | Candidato/a     |
| 2005 | The Chronicles of Life and Death  | Miglior video                 | Candidato/a     |

MTV Australia Awards
| Anno | Candidatura                 | Premio                  | Risultato       |
| ---- | --------------------------- | ----------------------- | --------------- |
| 2007 | Keep Your Hands off My Girl | Scelta degli spettatori | Vincitore/trice |
| 2007 | Keep Your Hands off My Girl | Miglior gruppo          | Candidato/a     |
| 2007 | Keep Your Hands off My Girl | Miglior video rock      | Candidato/a     |

MTV Europe Music Awards
| Anno | Candidatura    | Premio                | Risultato   |
| ---- | -------------- | --------------------- | ----------- |
| 2003 | Good Charlotte | Miglior rock          | Candidato/a |
| 2003 | Good Charlotte | Miglior nuovo artista | Candidato/a |
| 2004 | Good Charlotte | Miglior rock          | Candidato/a |
| 2007 | Good Charlotte | Miglior gruppo        | Candidato/a |

MTV Video Music Awards
| Anno | Candidatura                       | Premio                     | Risultato       |
| ---- | --------------------------------- | -------------------------- | --------------- |
| 2003 | Lifestyles of the Rich and Famous | Scelta degli spettatori    | Vincitore/trice |
| 2003 | Lifestyles of the Rich and Famous | Miglior video rock         | Candidato/a     |
| 2003 | Lifestyles of the Rich and Famous | Miglior video di un gruppo | Candidato/a     |
| 2004 | Hold On                           | Miglior video di un gruppo | Candidato/a     |
| 2004 | Hold On                           | Scelta degli spettatori    | Candidato/a     |

MTV Video Music Awards Japan
| Anno | Candidatura | Premio             | Risultato       |
| ---- | ----------- | ------------------ | --------------- |
| 2004 | The Anthem  | Miglior video rock | Vincitore/trice |

MuchMusic Video Awards
| Anno | Candidatura | Premio                                                | Risultato       |
| ---- | ----------- | ----------------------------------------------------- | --------------- |
| 2003 | The Anthem  | Scelta delle persone: gruppo internazionale preferito | Vincitore/trice |

Nickelodeon Australian Kids' Choice Awards
| Anno | Candidatura    | Premio                          | Risultato       |
| ---- | -------------- | ------------------------------- | --------------- |
| 2007 | Good Charlotte | Gruppo internazionale preferito | Vincitore/trice |

NRJ Music Awards
| Anno | Candidatura    | Premio                        | Risultato       |
| ---- | -------------- | ----------------------------- | --------------- |
| 2004 | Good Charlotte | Miglior gruppo internazionale | Vincitore/trice |